# Луговой Ручей
Луговой Ручей — река в России, протекает по Безенчукскому району Самарской области. Устье реки находится в 8,1 км по правому берегу реки Безенчук (Севернее города Безенчук). Длина реки составляет 13 км.

## Данные водного реестра
По данным государственного водного реестра России относится к Нижневолжскому бассейновому округу, водохозяйственный участок реки — Волга от Куйбышевского гидроузла до Саратовского гидроузла, без рек Сок, Чапаевка, Малый Иргиз, Самара и Сызранка. Речной бассейн реки — Волга от верхнего Куйбышевского водохранилища до впадения в Каспий.
Код объекта в государственном водном реестре — 11010001512112100008869.